# Furacão de Galveston de 1900
O Grande furacão de Galveston, conhecida regionalmente como a Grande Tempestade de 1900, foi o mais terrível desastre natural da história dos Estados Unidos e a quarta mais mortal de furacões do Atlântico geral. O furacão deixou entre 6 000 e 12 000 mortes nos Estados Unidos; o número mais citado em relatórios oficiais é de 8 000. A maioria das mortes ocorreu em e perto de Galveston, Texas, após a tempestade inundou o litoral com 2,4 3,7 m de água. Além disso, o número de mortos, a tempestade destruiu cerca de 7 000 edifícios de todos os usos em Galveston, que incluiu 3 636 casas destruídas; todos os que habitam na cidade sofreram algum grau de dano. O furacão deixou cerca de 10 000 pessoas na cidade de desabrigados, de uma população total de cerca de 38 000. O desastre terminou a Era de Ouro de Galveston, como o furacão alarmando potenciais investidores, que virou-se para Houston em vez disso. Em resposta à tempestade, três engenheiros projetaram e supervisionaram planos para levantar o litoral do Golfo do México da ilha de Galveston por 5,2 m e erguerem um paredão de 16 km (10 mi).
Em 1 de setembro, o padre Lorenzo Gangoite, diretor do Belen College Observatory em Havana, Cuba, observou que a tempestade estava em seus estágios iniciais, com apenas vagas indicações de um pequeno ciclone tropical a sudoeste de Saint Croix. Durante aquele dia, o sistema passou para o sul de Porto Rico antes de atingir a costa perto de Baní, República Dominicana, no início de 2 de setembro. Movendo-se para oeste-noroeste, a tempestade cruzou a ilha de Hispaniola e entrou na Passagem de Barlavento perto de Saint-Marc, Haiti, várias horas depois. O sistema atingiu Cuba perto de Santiago de Cuba em 3 de setembro, antes de se mover lentamente para oeste-noroeste através da ilha e emergir no Estreito da Flórida como uma tempestade tropical em setembro 5.  Quando o sistema emergiu no Estreito da Flórida, Gangoite observou um halo grande e persistente ao redor da lua, enquanto o céu ficava vermelho profundo e nuvens cirros moviam-se para o norte. Isso indicou a ele que a tempestade tropical havia se intensificado e que os ventos predominantes estavam movendo o sistema em direção à costa do Texas. No entanto, o Departamento de Meteorologia dos Estados Unidos discordou dessa previsão, pois esperava que o sistema fizesse uma nova curva e atingisse a costa da Flórida antes de impactar a costa leste americana. Uma área de alta pressão sobre as Florida Keys acabou movendo o sistema para noroeste no Golfo do México, onde condições favoráveis, como temperaturas quentes da superfície do mar, permitiram que a tempestade se intensificasse em um furacão.

## História meteorológica
Acredita-se que o sistema tenha começado como uma onda tropical movendo-se na costa ocidental da África. Isso foi devido aos métodos de observação limitados disponíveis para os meteorologistas contemporâneos, com os relatórios dos navios sendo a única ferramenta confiável para a observação de furacões. O primeiro avistamento formal da tempestade tropical ocorreu em 27 de agosto, cerca de 1 609 km (1 000 mi) leste das Ilhas de Barlavento, quando um navio encontrou uma área de tempo instável.   Nos próximos dias, o sistema moveu-se para oeste-noroeste e acredita-se que tenha mantido sua intensidade como uma tempestade tropical fraca, antes de passar pelas Ilhas Leeward e entrar no Mar do Caribe durante 31 de agosto.
Em 1 de setembro, o padre Lorenzo Gangoite, diretor do Belen College Observatory em Havana, Cuba, observou que a tempestade estava em seus estágios iniciais, com apenas vagas indicações de um pequeno ciclone tropical a sudoeste de Saint Croix. Durante aquele dia, o sistema passou para o sul de Porto Rico antes de atingir a costa perto de Baní, República Dominicana, no início de 2 de setembro. Movendo-se para oeste-noroeste, a tempestade cruzou a ilha de Hispaniola e entrou na Passagem de Barlavento perto de Saint-Marc, Haiti, várias horas depois.  O sistema atingiu Cuba perto de Santiago de Cuba em setembro 3, antes de se mover lentamente para oeste-noroeste através da ilha e emergir no Estreito da Flórida como uma tempestade tropical em setembro 5.  Quando o sistema emergiu no Estreito da Flórida, Gangoite observou um halo grande e persistente ao redor da lua, enquanto o céu ficava vermelho profundo e nuvens cirros moviam-se para o norte. Isso indicou a ele que a tempestade tropical havia se intensificado e que os ventos predominantes estavam movendo o sistema em direção à costa do Texas. No entanto, o Departamento de Meteorologia dos Estados Unidos discordou dessa previsão, pois esperava que o sistema fizesse uma nova curva e atingisse a costa da Flórida antes de impactar a costa leste americana. Uma área de alta pressão sobre as Florida Keys acabou movendo o sistema para noroeste no Golfo do México, onde condições favoráveis, como temperaturas quentes da superfície do mar, permitiram que a tempestade se intensificasse em um furacão.

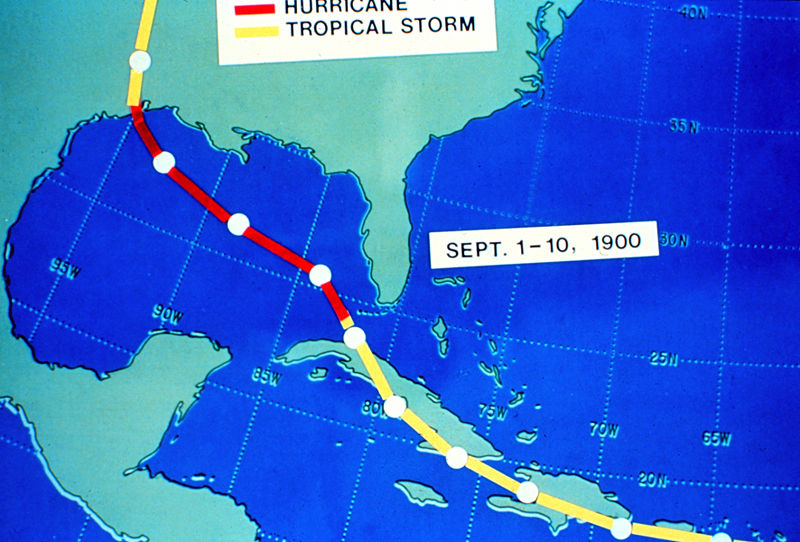
Faixa de furacão de 1 a 10 de setembro

No leste do Golfo do México em setembro 6, o navio Louisiana encontrou o furacão, cujo capitão, TP Halsey, estimou que o sistema tinha velocidades de vento de 100 mph (160   km/h). O furacão continuou a se fortalecer significativamente enquanto dirigia para oeste-noroeste através do Golfo do México. Em 7 de setembro, o sistema atingiu sua intensidade de pico com velocidades de vento sustentadas estimadas de 145 mph (230 km/h), o que o tornou equivalente a um furacão de categoria 4 na escala atual de Saffir-Simpson. Naquele dia, o Weather Bureau percebeu que a tempestade continuava na direção oeste-noroeste através do Golfo do México, em vez de virar para o norte na Flórida e na costa leste dos Estados Unidos. No entanto, o diretor do Weather Bureau, Willis Moore, insistiu que o ciclone não tinha a intensidade de um furacão. O furacão enfraqueceu ligeiramente em setembro 8 e recurvou para o noroeste à medida que se aproximava da costa do Texas, enquanto o escritório do Weather Bureau em Galveston começou a observar ventos com força de furacão às 22h00 UTC.
O ciclone atingiu a terra por volta das 8h00 pm CST em setembro 8 (02h00 UTC em setembro 9) ao sul de Houston como uma categoria 4 furacões. Ao cruzar a Ilha de Galveston e a Baía Oeste, o olho passou a sudoeste da cidade de Galveston. O furacão enfraqueceu rapidamente após se mover para o interior, caindo para a intensidade de tempestade tropical no final de setembro 9. A tempestade perdeu características tropicais e mudou para um ciclone extratropical sobre Iowa às 12h00 UTC em 11 de setembro. Movendo-se rapidamente na direção leste-nordeste, o sistema extratropical se intensificou novamente, tornando-se o equivalente a uma categoria 1 furacão sobre Ontário em setembro 12.  Os remanescentes extratropicais chegaram ao Golfo de São Lourenço na manhã seguinte.  Depois de cruzar a Terra Nova e entrar no extremo norte do Atlântico horas depois, os remanescentes do furacão enfraqueceram e foram notados pela última vez perto da Islândia em setembro 15.
| Furacões mais mortais no Atlântico | Furacões mais mortais no Atlântico | Furacões mais mortais no Atlântico | Furacões mais mortais no Atlântico |
| Posição                            | Furacão                            | Temporada                          | Fatalidades                        |
| ---------------------------------- | ---------------------------------- | ---------------------------------- | ---------------------------------- |
| 1                                  | ? "Grande Furacão"                 | 1780                               | 22,000–27,501                      |
| 2                                  | 5 Mitch                            | 1998                               | 11,374+                            |
| 3                                  | 2 Fifi                             | 1974                               | 8,210–10,000                       |
| 4                                  | 4 "Galveston"                      | 1900                               | 8,000–12,000                       |
| 5                                  | 4 Flora                            | 1963                               | 7,193                              |
| 6                                  | ? "Pointe-à-Pitre"                 | 1776                               | 6,000+                             |
| 7                                  | 5 "Okeechobee"                     | 1928                               | 4,112+                             |
| 8                                  | ? "Newfoundland"                   | 1775                               | 4,000–4,163                        |
| 9                                  | 3 "Monterrey"                      | 1909                               | 4,000                              |
| 10                                 | 4 "San Ciriaco"                    | 1899                               | 3,855                              |

## Antecedentes
Um quarto de século antes, a cidade vizinha de Indianola, na baía de Matagorda, estava passando por seu próprio boom. Então, em 1875, um poderoso furacão passou, quase destruindo a cidade. Indianola foi reconstruída, embora um segundo furacão em 1886 tenha feito com que a maioria dos residentes da cidade se mudasse para outro lugar. Muitos residentes de Galveston interpretaram a destruição de Indianola como uma lição prática sobre a ameaça representada pelos furacões. Galveston foi construída em uma ilha baixa e plana, pouco mais do que um grande banco de areia ao longo da costa do Golfo. Esses residentes propuseram a construção de um paredão para proteger a cidade, mas a maioria da população e o governo da cidade rejeitaram suas preocupações. Cline argumentou ainda em seu artigo de 1891 no Galveston Daily News que um quebra-mar não era necessário devido à sua crença de que um forte furacão não atingiria a ilha. Como resultado, o paredão não foi construído e as atividades de desenvolvimento na ilha aumentaram ativamente sua vulnerabilidade a tempestades. As dunas de areia ao longo da costa foram cortadas para preencher as áreas baixas da cidade, removendo a pequena barreira que havia para o Golfo do México.

## Preparativos
Em setembro 4, o escritório de Galveston do Weather Bureau (como era então chamado) começou a receber avisos do escritório central do Bureau em Washington, DC, de que um distúrbio tropical havia se movido para o norte sobre Cuba. Na época, eles desencorajaram o uso de termos como "tornado" ou "furacão" para evitar o pânico dos residentes no caminho de qualquer tempestade. Os meteorologistas do Weather Bureau não tinham como saber a trajetória da tempestade, pois o diretor do Weather Bureau, Willis Moore, implementou uma política para bloquear relatórios telegráficos de meteorologistas cubanos no Observatório de Belen, em Havana. - considerada uma das instituições meteorológicas mais avançadas do mundo na época - devido às tensões no rescaldo da Guerra Hispano-Americana. Moore também mudou o protocolo para forçar os escritórios locais do Weather Bureau a buscar autorização do escritório central antes de emitir avisos de tempestade.
Os meteorologistas do Departamento de Meteorologia acreditavam que a tempestade havia começado uma curva para o norte na Flórida e que eventualmente viraria para o nordeste e emergiria sobre o Atlântico. Como resultado, o escritório central do Weather Bureau emitiu um alerta de tempestade na Flórida de Cedar Key a Miami em setembro 5. No dia seguinte, um aviso de furacão estava em vigor ao longo da costa de Cedar Key a Savannah, Geórgia, enquanto avisos de tempestade foram exibidos de Charleston, Carolina do Sul, para Kitty Hawk, Carolina do Norte, bem como de Pensacola, Flórida, para Nova Orleans, Louisiana. Os meteorologistas cubanos discordaram veementemente do Weather Bureau, dizendo que o furacão continuaria para oeste. Um analista cubano previu que o furacão continuaria no centro do Texas, perto de San Antonio.
Em Galveston, na manhã de setembro 8, as ondas persistiram apesar do céu parcialmente nublado. Principalmente por causa do clima normal, poucos residentes viram motivos para preocupação. Poucas pessoas evacuaram através das pontes de Galveston para o continente, e a maioria da população não se preocupou com as nuvens de chuva que começaram a rolar no meio da manhã.  De acordo com suas memórias, o diretor do Galveston Weather Bureau Isaac Cline viajou pessoalmente a cavalo ao longo da praia e outras áreas baixas para alertar as pessoas sobre a aproximação da tempestade. No entanto, esses relatos de Cline e seu irmão, o meteorologista Joseph L. Cline de Galveston, estão em disputa desde então. Embora Isaac Cline seja creditado por emitir um alerta de furacão sem permissão do escritório central do Bureau, autor Erik Larson aponta para a insistência anterior de Isaac Cline de que um quebra-mar era desnecessário e sua noção de que um furacão intenso não poderia atacar a ilha, mesmo considerando "simplesmente uma ilusão absurda" acreditar no contrário. Além disso, nenhum outro sobrevivente corroborou esses relatos.

## Impacto

### Caribe
Antigua relatou uma forte tempestade passando em 30 de agosto, com pressões barométricas mais baixas e 66 mm (2.6 in) de chuva na ilha. Em Porto Rico, a tempestade produziu ventos de até 69 km / h em San Juan. Fortes chuvas caíram em Cuba em associação com o ciclone, incluindo um pico total de 24 horas de 320 mm (12,58 pol.) Na cidade de Santiago de Cuba. A cidade experimentou seu pior clima desde 1877. A extremidade sul da cidade foi submersa com cerca de 5 pés (1,5 m) de água. Os bombeiros e a polícia resgataram e ajudaram residentes retidos. St. George, um navio alemão, encalhou em Daiquirí. Um telégrafo do prefeito de Trinidad, que pedia ajuda ao Governo Militar dos Estados Unidos em Cuba, indicava que a tempestade destruiu todas as plantações e deixou muitas pessoas na miséria. Na Jamaica, as fortes chuvas da tempestade causaram o aumento de todos os rios. As enchentes danificaram severamente as plantações de banana e arrastaram quilômetros de ferrovias. Estimativas de danos variaram em milhares de libras esterlinas.

### Estados Unidos
O furacão Great Galveston atingiu a costa em setembro 8, 1900, perto de Galveston, Texas. Tinha ventos estimados em 140 mph (220 km/h) ao chegar à terra, tornando o ciclone uma tempestade de categoria 4 na escala atual de Saffir-Simpson. O furacão causou grande perda de vidas, com um número de mortos entre 6 000 e 12 000 pessoas; o número mais citado em relatórios oficiais é de 8 000, dando à tempestade o terceiro maior número de mortes de todos os furacões do Atlântico, após o Grande Furacão de 1780 e o Furacão Mitch em 1998. O furacão Galveston de 1900 é o desastre natural mais mortal que atingiu os Estados Unidos.   Essa perda de vidas pode ser atribuída ao fato de que os funcionários do Weather Bureau em Galveston ignoraram os relatórios e não perceberam a ameaça.
Mais de US$ 34 milhões em danos ocorreram nos Estados Unidos, com cerca de US$ 30 milhões no condado de Galveston, Texas, sozinho. Se uma tempestade semelhante ocorresse em 2010, os danos seriam de aproximadamente US$ 104,33 mil milhões (2010   USD), com base na normalização, um cálculo que leva em conta as mudanças na inflação, riqueza e população. Em comparação, os furacões mais caros dos Estados Unidos; furacão Katrina em 2005 e o furacão Harvey em 2017; causaram cerca de US$ 125 mil milhões em danos.
O furacão ocorreu antes da prática de atribuir nomes de código oficiais às tempestades tropicais e, portanto, é comumente referido por uma variedade de nomes descritivos. Os nomes típicos da tempestade incluem o furacão Galveston de 1900, o furacão Great Galveston e, especialmente em documentos e publicações mais antigos, o Dilúvio de Galveston. É muitas vezes referida pelos habitantes de Galveston como a Grande Tempestade de 1900 ou Tempestade de 1900.

#### Flórida para Luisiana

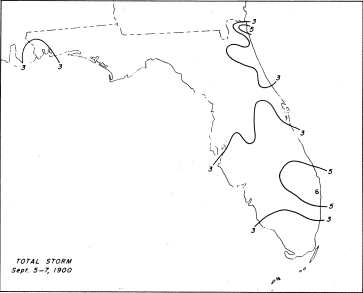
Mapa de totais de precipitação na Flórida

Partes do sul da Flórida experimentaram ventos com força de tempestade tropical, com uma velocidade de vento sustentada de 48 mph (77 km/h) em Júpiter e 40 mph (64 km/h) em Key West. O furacão deixou "danos consideráveis" na área de Palm Beach, de acordo com o The New York Times. Muitos pequenos barcos foram arrancados de suas amarras e viraram. A antepara do píer foi arrastada, enquanto docas e vários paredões foram danificados. A precipitação no estado atingiu o pico de 140 mm (5,7 in) em Hypoluxo. Os ventos fortes no norte da Flórida derrubaram as linhas telegráficas entre Jacksonville e Pensacola. No Mississippi, a cidade de Pass Christian registou ventos de 58 mph (93 km/h). As marés produzidas pela tempestade inundaram cerca de 200 ft (61 m) de trilhos de trem em Pascagoula (então conhecido como Scranton), enquanto uma estação de quarentena em Ship Island foi varrida.
Na Luisiana, a tempestade produzido ventos fortes tanto para o interior como DeRidder e até o leste de Nova Orleans, com o furacão a força dos ventos observados em Cameron Paróquia. Ao longo da costa, tempestade inundou Johnson Bayou, enquanto marés em alguns locais chegou a seu nível mais alto desde o Indianola furacão de 1875. Os ventos e a tempestade causou graves danos a plantações de arroz, com, pelo menos, 25% destruiu todo o estado. A comunidade de Pointe à la Hache sofreu uma quase total perda de plantações de arroz. Mais a leste, as estradas foram inundadas pela tempestade nas comunidades de Gretna e Harvey perto de Nova Orleans, deixando as ruas intransitáveis através de cavalos. Os ventos derrubaram linhas telegráficas no sudeste da Louisiana, nos arredores do Porto, a Eads. Dois homens foram, inicialmente, que se presume ter se afogado depois de vela de distância do Forte de S. Filipe, e não o retorno em tempo hábil, mas eles eram ambos mais tarde encontrado vivo.

#### Texas

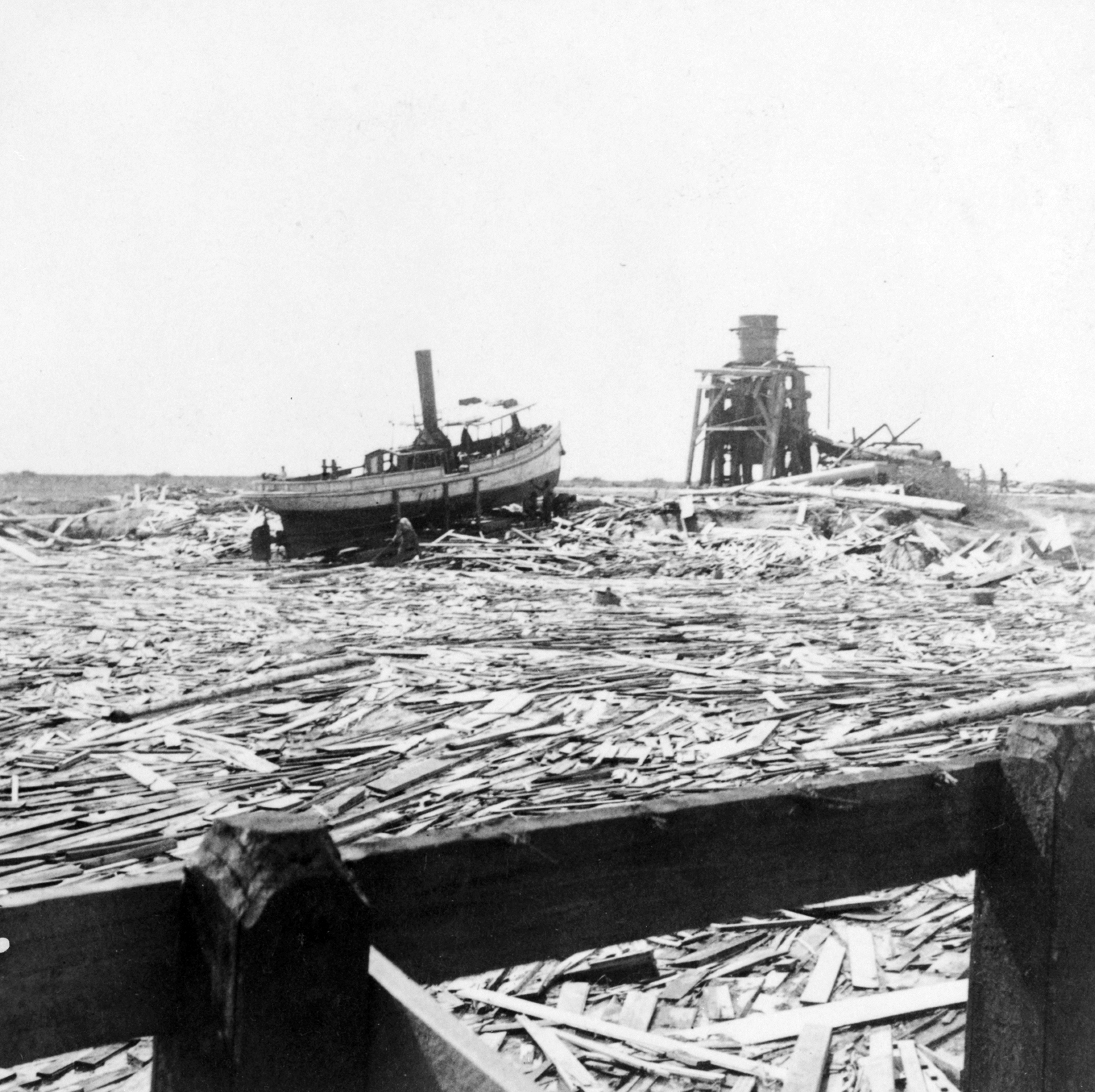
Destroços flutuantes perto de Texas City - cena típica de quilômetros ao longo da orla

Quase todos os danos nos Estados Unidos ocorreram no Texas, com grande parte dos danos em Galveston. No entanto, muitas comunidades fora de Galveston também sofreram sérios danos, com várias cidades relatando uma perda total ou quase total de todos os edifícios ou casas, incluindo Alta Loma, Alvin, Angleton,  Brazoria, Brookshire,  Chenango, El Campo, Pearland,  e Richmond.  Em todo o Texas –ndash; em áreas diferentes de Galveston –ndash; pelo menos US$ 3 milhões em danos ocorreram em plantações de algodão, US$ 75 000 em postes de telégrafo e telefone e US$ 60 000 em ferrovias.
Na Alvin, 204 mm (8,05 in) de chuva caiu em setembro 8, o maior total de 24 horas para essa cidade no mês de setembro. A cidade sofreu nove mortes e cerca de US$ 50 000 em danos. Em West Columbia, a tempestade destruiu o antigo edifício da capital da antiga República do Texas.  Oito mortes ocorreram na cidade.  Em Quintana, a cidade sofreu grandes danos durante esta tempestade e uma inundação em 1899, fazendo com que partes da comunidade fossem abandonadas.  Somente em todo o condado de Brazoria, o furacão causou quase US$ 200 000 em danos e 47 mortes. Houston também sofreu danos significativos. O furacão causou danos a muitos edifícios, incluindo um templo maçônico, uma casa de força de uma ferrovia, uma ópera, um tribunal e muitos negócios, igrejas, casas, hotéis e edifícios escolares. As ruas estavam repletas de galhos de árvores frondosas e fios elétricos caídos, deixando várias estradas completamente intransitáveis para carros.  A cidade de Houston sofreu cerca de US$ 250 000 em danos e duas mortes, uma das quais ocorreu quando um homem foi atingido pela queda de madeira.
Um trem indo para Galveston saiu de Houston na manhã de setembro 8 às 9h45 CST (15h45 UTC).  Ele descobriu que os trilhos foram destruídos e os passageiros foram forçados a se transferir para um trem auxiliar em trilhos paralelos para completar a viagem. Mesmo assim, os destroços nos trilhos retardaram o progresso do trem a um passo lento. Os 95 os viajantes no trem de Beaumont se viram na península de Bolívar, esperando a balsa que os levaria para a ilha. Quando chegou, o alto mar obrigou o capitão da balsa a desistir de sua tentativa de atracar. A tripulação do trem tentou retornar pelo caminho de onde vieram, mas a água subindo bloqueou o caminho do trem. Dez refugiados do trem Beaumont buscaram abrigo no farol Point Bolivar com 190   moradores de Porto Bolivar que já estavam lá. Os 85 que ficaram com o trem morreram quando a tempestade atingiu o teto dos vagões, enquanto todas as pessoas dentro do farol sobreviveram.

##### Galveston
Na época do furacão de 1900, o ponto mais alto da cidade de Galveston era de apenas 8,7 ft (2,7 m) acima do nível do mar. O furacão trouxe consigo uma tempestade de mais de 15 ft (4,6 m) que banhou toda a ilha. Tempestades e marés começaram a inundar a cidade nas primeiras horas da manhã de 8 de setembro. A água subiu continuamente a partir das 3h00 pm (21h00   UTC) até aproximadamente 7h30 pm (01h30 UTC 9 de setembro), quando relatos de testemunhas oculares indicaram que a água subiu cerca de 4 ft (1,2 m) em apenas quatro segundos. Mais 5 ft (1,5 m) de água fluiu para partes da cidade às 20h30 (14h30 UTC 9 de setembro). O ciclone fez cair 230 mm (9 in) de precipitação em Galveston em 8 de setembro, estabelecendo um recorde de maior precipitação em qualquer período de 24 horas no mês de setembro na história da cidade.
A maior velocidade do vento medida foi 100 mph (160 km/h) logo após 18h15 em setembro 8 (00h15 UTC setembro 9), mas o anemômetro do Weather Bureau foi explodido do prédio logo após a medição ser registada. Estimativas contemporâneas colocaram a velocidade máxima do vento sustentada em 120 mph (190 km/h). No entanto, os sobreviventes relataram ter observado tijolos, ardósia, vigas e outros objetos pesados voando pelo ar, indicando que os ventos provavelmente eram mais fortes. Estimativas posteriores colocaram o furacão na categoria superior 4 classificação na escala de Saffir – Simpson. A pressão barométrica mais baixa registada foi 28,48 inHg (964,4 mbar), mas isso foi posteriormente ajustado para a pressão central medida mais baixa oficial da tempestade de cerca de 936 mbar (27,6 inHg).
Poucas ruas da cidade escaparam dos danos causados pelo vento e todas as ruas sofreram danos causados pela água, com grande parte da destruição causada pela tempestade. Todas as pontes que ligam a ilha ao continente foram destruídas, enquanto cerca de 24 km (15 mi) da via férrea foi destruída. Ventos e ondas de tempestade também derrubaram fios elétricos, telegráficos e telefônicos. A onda varreu edifícios de suas fundações e os desmontou. Muitos edifícios e casas destruíram outras estruturas após serem empurrados para dentro delas pelas ondas, que até demoliram estruturas construídas para resistir a furacões. Todas as casas em Galveston sofreram danos, com 3 636 casas destruídas. Aproximadamente 10 000 pessoas na cidade ficaram desabrigadas, em uma população total de quase 38 000. O Tremont Hotel, onde centenas de pessoas buscaram refúgio durante a tempestade, foi seriamente danificado. Todos os prédios públicos também sofreram danos, incluindo a prefeitura; que foi totalmente anulada – um hospital, uma fábrica de gás, uma fábrica de água municipal e a alfândega.  A Grand Opera House também sofreu grandes danos, mas foi rapidamente reconstruída.
Três escolas e a Universidade de St. Mary foram quase destruídas. Muitos locais de culto na cidade também sofreram danos graves ou foram completamente demolidos. Dos 39 igrejas em Galveston, 25   experimentou destruição completa, enquanto os outros receberam algum grau de dano. Durante a tempestade, o Asilo de Órfãos de Santa Maria, propriedade das Irmãs da Caridade do Verbo Encarnado, foi ocupado por 93 crianças e 10   irmãs. À medida que as marés começaram a se aproximar da propriedade, as irmãs mudaram as crianças para o dormitório feminino, por ser mais novo e mais robusto. Percebendo que estavam sob ameaça, as irmãs fizeram com que as crianças cantassem repetidamente Queen of the Waves para acalmá-las. Como o colapso do prédio parecia iminente, as irmãs usaram um varal para amarrar de seis a oito crianças. O prédio finalmente desabou. Apenas três das crianças e nenhuma das irmãs sobreviveram. Os poucos edifícios que sobreviveram, a maioria mansões e casas solidamente construídas ao longo do distrito de Strand, são hoje mantidos como atrações turísticas.

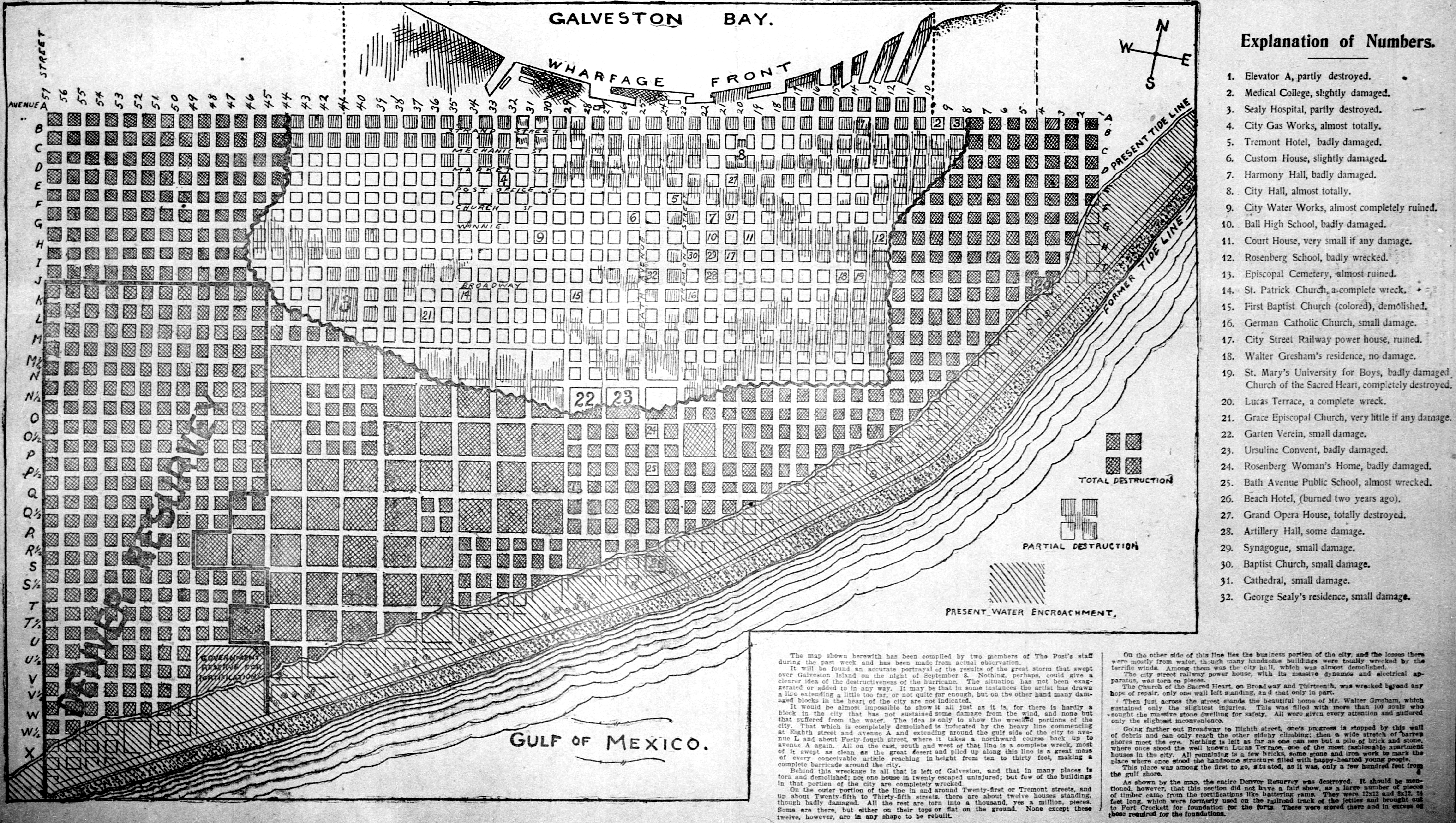
Mapa ilustrando a devastação em Galveston

As primeiras estimativas de danos materiais foram colocadas em $ 25 milhão. No entanto, estimativas detalhadas de 1901 com base em avaliações conduzidas pelo Galveston News, a câmara de comércio de Galveston, um comitê de ajuda e várias seguradoras indicaram que a tempestade causou pouco mais de US$ 17 milhões em danos em Galveston, incluindo cerca de US$ 8,44 milhões para propriedades residenciais, US$ 500 000 para igrejas, US$ 656 000 para cais e propriedades de transporte, US$ 580 000 para fábricas, US$ 397.000 para edifícios mercantis, US$ 1,4 milhões para armazenar mercadorias, US$ 670 000 para ferrovias e serviços de telégrafo e telefone, US$ 416 000 para produtos em remessa, US$ 336 000 para propriedades do município, US$ 243 000 para propriedades do condado e US$ 3,16 milhões para propriedades do governo dos Estados Unidos. O total também inclui US$ 115 000 em danos às escolas e aproximadamente US$ 100 000 em estradas.
A área de destruição; uma área na qual nada permaneceu de pé após a tempestade; consistia em aproximadamente 770 hectares de terreno e em forma de arco, com demolição completa de estruturas nas porções oeste, sul e leste da cidade, enquanto a seção centro-norte da cidade sofreu a menor quantidade de danos. Imediatamente após a tempestade, um parede de destroços de 4,8 km (3 mi)  de comprimento, 30 ft (9,1 m)  situava-se no meio da ilha. Por mais severos que tenham sido os danos aos edifícios da cidade, o número de mortos foi ainda maior. Por causa da destruição das pontes para o continente e das linhas telegráficas, nenhuma palavra sobre a destruição da cidade foi capaz de chegar ao continente inicialmente.

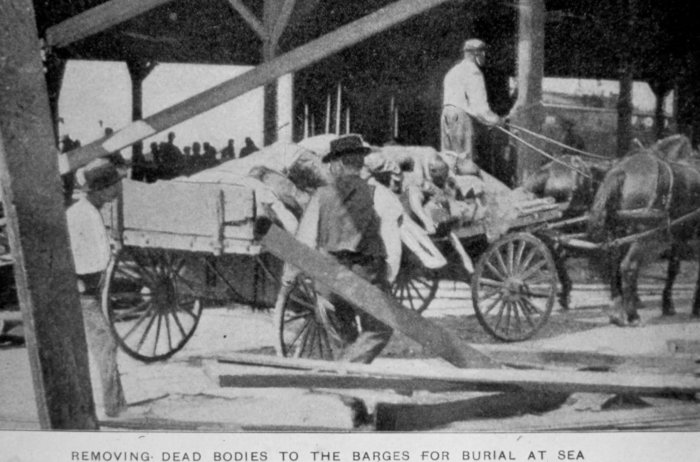
Muitos dos que morreram tiveram seus corpos empilhados em carroças para serem enterrados no mar.

Na manhã de setembro 9, um dos poucos navios no cais de Galveston a sobreviver à tempestade, o Pherabe, zarpou e chegou a Texas City, no lado oeste da baía de Galveston, com um grupo de mensageiros da cidade. Quando chegaram ao escritório do telégrafo em Houston no início de setembro 10, uma curta mensagem foi enviada ao governador do Texas , Joseph D. Sayers, e ao presidente dos EUA, William McKinley: "Fui nomeado pelo prefeito e pelo Comitê de Cidadãos de Galveston para informá-los de que a cidade de Galveston está em ruínas." Os mensageiros relataram cerca de quinhentos mortos; isso foi inicialmente considerado um exagero. Os cidadãos de Houston sabiam que uma forte tempestade havia passado e se prepararam para fornecer assistência. Os trabalhadores partiram de trem e navio para a ilha quase imediatamente. As equipes de resgate chegaram para encontrar a cidade completamente destruída.

1900 Storm Memorial - Esta escultura de bronze de 3 metros de altura no paredão de Galveston retrata uma família - pai, mãe e filho - unidos. Um dos braços do homem está procurando o céu, e o outro está ao redor de sua esposa. Ela está embalando seu bebê em seus braços.

Uma pesquisa realizada pela Morrison and Fourmy Company no início de 1901 indicou uma perda populacional de 8 124, embora a empresa acreditasse que cerca de 2 000 as pessoas deixaram a cidade após a tempestade e nunca mais voltaram. Com base nisso, o número de mortos não é inferior a 6 000,  enquanto as estimativas variam de até 12 000. Acredita-se que 8 000 pessoas - 20% da população da ilha - perderam suas vidas. A maioria se afogou ou foi esmagada enquanto as ondas batiam nos destroços que haviam sido suas casas horas antes. Uma série de fatalidades também ocorreram depois que fortes ventos transformaram detritos em projéteis. Muitos sobreviveram à própria tempestade, mas morreram depois de vários dias presos sob os destroços da cidade, com equipes de resgate incapazes de alcançá-los. Os resgatadores podiam ouvir os gritos dos sobreviventes enquanto caminhavam sobre os escombros tentando resgatar aqueles que podiam.  Mais pessoas foram mortas nesta única tempestade do que o total de pessoas mortas em pelo menos os próximos dois ciclones tropicais mais mortíferos que atingiram os Estados Unidos desde então. O furacão Galveston de 1900 continua sendo o desastre natural mais mortal da história dos Estados Unidos.

#### Centro Oeste
Depois de se mover para o norte do Texas para Oklahoma, a tempestade produziu ventos de cerca de 30 mph (48 km/h) em Oklahoma City. Os remanescentes extratropicais do ciclone então voltaram a se intensificar para o equivalente a uma tempestade tropical e continuaram a se fortalecer, trazendo fortes ventos para o meio - oeste dos Estados Unidos. Ventos fortes no Missouri derrubaram uma parede de tijolos em construção em St. Joseph, matando um homem e ferindo gravemente outro. Em Illinois, particularmente atingida foi a cidade de Chicago, que sofreu rajadas de vento de até 84 mph (135 km/h). Danos de milhares de dólares ocorreram em telhados, árvores, placas e janelas. Várias pessoas ficaram feridas e duas mortes ocorreram na cidade, uma por um fio elétrico e a outra por afogamento depois que um barco virou no Lago Michigan. Em Wisconsin, um bateau com 18   pessoas a bordo afundaram no rio Eau Claire, afogando-se 6   homens e quase tirando a vida dos outros. Chuvas fortes caíram em partes de Minnesota. A área de Minneapolis-Saint Paul registou 107 mm (4,23 in) de precipitação durante um período de 16 horas. Mais ao norte, vários vazamentos ocorreram, especialmente nas áreas do norte do estado. Uma ponte, junto com alguns vagões de trem, foram varridos durante uma lavagem em Cold Spring.
Em Michigan, a tempestade produziu ventos de cerca de 60 mph (97 km/h) em Muskegon. As marés do Lago Michigan foram as mais altas em vários meses. De acordo com o The Times Herald, a cidade de Marshall experimentou "a mais forte tempestade de vento da temporada", que arrancou árvores e danificou vários edifícios. Em todo o estado, os ventos deixaram pelo menos US$ 12 000 em perdas para os pomares de pessegueiro, com muitos pessegueiros arrancados. Perdas significativas para maçãs e peras também ocorreram. O mar agitado no Lago Erie resultou em vários incidentes marítimos na costa de Ohio. O John B. Lyon, um 255 ft (78 m) vaporizador, emborcado cerca de 5 mi (8 km) ao norte de Conneaut. Quatorze dos dezesseis membros da tripulação morreram afogados. Um sobrevivente sugeriu que o navio sobrecarregado pode ter sido um fator para o seu naufrágio. Cerca de 16 km (10 mi) mais ao norte, a escuna Dundee afundou, causando pelo menos uma morte. Em outro incidente nas proximidades, o navio a vapor Cidade de Erie, com cerca de 300 passageiros a bordo, foi atingido por um maremoto que varreu os baluartes. O motor desacelerou e os vapores mais tarde alcançaram a segurança no Canadá sem perda de vidas. Em Toledo, ventos fortes interromperam os serviços de telégrafo. Os ventos também sopraram a água de partes do rio Maumee e da baía de Maumee de tal forma que ficaram intransitáveis por navios devido ao baixo nível das águas. Uma série de embarcações foram enterradas na lama com vários metros de profundidade, enquanto cerca de 20 outros foram encalhados.

#### Nova york

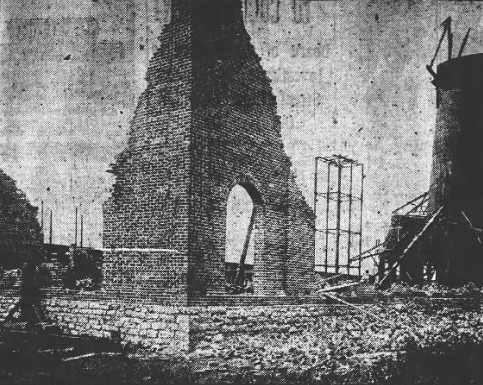
Um ferro destruído funciona em Buffalo

Das muitas cidades de Nova York afetadas pelos resquícios do furacão, Buffalo foi uma das mais atingidas. Lá, os ventos chegaram ao pico de 78 mph (126 km/h), derrubando centenas de fios elétricos, telegráficos e telefônicos, enquanto várias árvores tombavam e alguns galhos caíam nas estradas. Uma torre de petróleo explodiu e caiu no telhado de uma casa, esmagando o telhado e quase matando os ocupantes. Um prédio de ferro recém-construído foi virtualmente destruído, causando uma perda de cerca de US$ 10 000. Na Exposição Pan-Americana, a tempestade danificou várias estruturas, incluindo parte do prédio do governo, enquanto duas torres foram destruídas. As perdas somente na exposição foram estimadas conservadoramente em US$ 75 000. Uma morte ocorreu em Buffalo depois que uma mulher inadvertidamente tocou um fio elétrico caído e obscurecido por escombros. Vários resorts próximos sofreram grandes danos. Em Woodlawn Beach, várias dezenas de pequenos barcos e um cais foram destruídos. Quase todas as embarcações de propriedade do Buffalo Canoe Club sofreram graves danos ou destruição em Crystal Beach. Um tobogã e um restaurante também foram destruídos. As perdas em Crystal Beach chegaram a cerca de US$ 5 000. Pesadas perdas de safra ocorreram no oeste de Nova York, com maçãs e pêssegos caídos cobrindo completamente o solo em milhares de hectares de pomares. As perdas supostamente variaram em centenas de milhares de dólares.
A tempestade que se movia rapidamente ainda exibia ventos de 65 mph (105 km/h) ao passar bem ao norte da cidade de Nova York em setembro 12. O New York Times relatou que andar com pedestres tornou-se difícil e atribuiu uma morte à tempestade. Um poste de sinalização, quebrado pelo vento, pousou em um homem de 23 anos, esmagando seu crânio e matando-o instantaneamente, enquanto outros dois ficaram inconscientes. Toldos e placas em muitos edifícios quebraram e a cobertura de lona da sede do Corpo de Bombeiros foi destruída. Mais perto da orla marítima, ao longo do paredão da Bateria, as ondas e marés foram relatadas como algumas das mais altas na memória recente dos pescadores e marinheiros. Respingos e detritos foram jogados sobre a parede, tornando perigoso caminhar ao longo da orla. Pequenas embarcações no porto de Nova York foram desviados do curso e as marés e correntes no rio Hudson dificultaram a navegação. No Brooklyn, o The New York Times relatou que as árvores foram arrancadas, placas e estruturas semelhantes foram derrubadas e os iates foram arrancados das amarras com alguns danos graves. Por causa da direção do vento, Coney Island escapou da fúria da tempestade, embora um pavilhão de banho em Bath Beach tenha sofrido danos causados pelo vento e pelas ondas.

#### Nova Inglaterra
Em Connecticut, os ventos atingiram cerca de 40 mph (64 km/h). As plantações de maçã, já ameaçadas pela seca, sofreram graves danos, com o The Boston Globe observando que havia, "quase nenhuma maçã sobrando em uma árvore em todo o estado". Na cidade de Orange, doze grandes barracas em uma feira foram destruídas. Em outra feira em New Milford, quinze tendas desabaram, forçando o fechamento da feira. Ao longo da costa, a tempestade produziu marés anormalmente altas, com as marés atingindo seu ponto mais alto em seis anos em Westbrook. A água atingiu as anteparas e permaneceu lá por várias horas. Em Rhode Island, a tempestade deixou estragos nas proximidades de Providence. Os serviços telegráficos e telefônicos foram interrompidos, mas não em tão grande extensão. Algumas embarcações pequenas na Baía de Narragansett foram danificadas, enquanto os pomares de maçã sofreram pequenas perdas.
Os relâmpagos produzidos pela tempestade provocaram vários incêndios em Massachusetts, especialmente nas partes do sudeste do estado, com ventos espalhando as chamas. Em Plymouth e em outras cidades próximas, alguns moradores foram evacuados dos incêndios de barco. A maioria dos chalés ao redor dos lagos Big Long, Gallows, Halfway, e Little Long foram reduzidos a carvão em brasa. Em Everett, os pomares na seção Woodlawn sofreram perdas completas de frutas. Dois prédios com estrutura de madeira foram demolidos, enquanto os ventos também derrubaram cercas por toda a cidade. Os ventos danificaram muitos fios telefônicos e elétricos em Cambridge. Um atacante enviado para consertar os fios elétricos quase morreu quando um poste quebrou durante uma forte rajada de vento. Os pomares da cidade foram quase totalmente perdidos e muitas árvores de sombra também foram danificadas. Pelo menos algumas chaminés tombaram e várias outras ficaram inclinadas. Uma casa de banhos da Universidade de Harvard perdeu parte de seu telhado de zinco e cornijas de cobre. Em Cape Cod, uma velocidade do vento de 45 mph (72 km/h)     foi observada em Highland Light em North Truro. As ondas quebraram as dunas de areia em vários locais ao longo do cabo, com a água varrendo uma estrada municipal em Beach Point, em North Truro. Vários barcos de pesca afundaram e várias casas de peixes sofreram danos graves. Um homem se afogou em um lago perto de Andover enquanto fazia canoagem durante a tempestade.
Ventos fortes em Vermont geraram mares agitados no Lago Champlain. Os primeiros relatórios indicaram que uma escuna afundou perto de Adams Ferry sem sobreviventes, mas o navio foi encontrado mais tarde ancorado em segurança em Westport, Nova York. De acordo com um homem perto do lago, toda a água da porção de Nova York do lago foi soprada para o lado de Vermont, atingindo a costa em ondas de 15 to 20 ft (4,6 to 6,1 m). Na capital do estado, Montpelier, várias árvores de grande porte da Casa do Estado foram arrancadas. Em Montpelier e arredores, os agricultores sofreram algumas perdas com maçãs e milho. Os serviços de telefone e telégrafo foram quase totalmente cortados. Em Vergennes, vários fios de telefone quebraram, enquanto muitas maçãs, peras e ameixas foram arrancadas das árvores. Danos adicionais às árvores frutíferas e de sombra ocorreram em Middlebury e Winooski. A cidade de Burlington experimentou sua pior tempestade em muitos anos. Os ventos derrubaram todos os fios telefônicos e telegráficos, enquanto muitas árvores sofreram danos graves. Algumas casas foram destruídas.
Em New Hampshire, a tempestade deixou extensa na cidade de Nashua. Os ventos arrancaram telhados de vários edifícios, com vários telhados caindo nas ruas ou fios de telefone. As chaminés em cada seção da cidade desabaram; muitas pessoas escaparam por pouco de ferimentos ou morte. Em Nashua e nas cidades vizinhas de Brookline e Hollis, milhares de dólares em perdas ocorreram com as plantações de maçãs, descritas como "praticamente arruinadas". A cidade de Manchester foi afetada por "uma das tempestades de vento mais violentas que a atingiu em anos". As comunicações por telefone e telégrafo ficaram quase totalmente desligadas por várias horas, enquanto as janelas se estilhaçavam e as árvores rompiam. O tráfego ferroviário nas ruas sofreu atrasos. No Maine, a tempestade derrubou árvores e chaminés e causou danos a propriedades nas proximidades de Biddeford.

### Canadá
De setembro 12 de setembro 14, os remanescentes extratropicais do furacão Galveston afetaram seis províncias canadenses, resultando em graves danos e extensa perda de vidas. Em Ontário, a tempestade no Lago Ontário variou de 8 to 10 ft (2,4 to 3,0 m), causando estragos em navios, encalhando vários barcos, destruindo vários barcos e deixando alguns outros à deriva. Muitos outros navios cancelaram ou adiaram suas partidas. Os ventos chegaram a 77 mph (124 km/h) em Toronto, quebrando vidraças em toda a cidade. Um incêndio começou em um moinho de farinha em Paris, e as chamas foram avivadas pela tempestade, resultando em US$ 350 000 em danos ao moinho e 50 outras lojas e escritórios. Os ventos fortes derrubaram linhas elétricas, telegráficas e telefônicas em muitas áreas. O dano total às plantações apenas em Ontário foi de US$ 1 milhão. O impacto nas safras foi particularmente severo em St. Catharines, onde muitos pomares de maçã, pêssego, pera e ameixa foram amplamente danificados, com perda de milhares de dólares. Uma pessoa morreu nas Cataratas do Niágara, quando um homem tentou remover destroços de uma estação de bombeamento, mas em vez disso foi arrastado para o rio. A precipitação máxima no Canadá atingiu 3,9 em (100 mm) em Percé, Quebec.
Na Nova Escócia, foram relatados danos na área de Halifax. Uma infinidade de cercas e árvores caiu, enquanto as janelas se estilhaçaram e uma casa em construção desabou. Duas escunas desembarcaram em Sydney e um bergantim também encalhou na ilha de Cape Breton. Outra escuna, conhecida como Greta, virou na costa da Ilha de Cape Breton perto de Low Point, com o destino da tripulação sendo desconhecido. Na Ilha do Príncipe Eduardo, alguns celeiros, um moinho de vento e uma fábrica de lagosta foram destruídos. Árvores em queda caíram cerca de 40 Fios elétricos. Uma casa sofreu danos depois que sua própria chaminé caiu e desabou no telhado. Ventos fortes também arremessaram um vagão de sua pista. Uma ponte e um cais na baía de St. Peters foram danificados. As safras de frutas foram quase totalmente arruinadas em toda a Ilha do Príncipe Eduardo. A maioria das mortes no Canadá ocorreu devido a vários naufrágios nas costas de Saint Pierre e Miquelon, Newfoundland e Prince Edward Island. O número total de mortos em águas canadenses é estimado entre 52 e 232, tornando este pelo menos o oitavo furacão mais mortal a afetar o Canadá. A grande discrepância entre os números de fatalidades se deve ao fato de que muitas pessoas foram relatadas como desaparecidas. Assim, o número exato de mortes é desconhecido.

## Rescaldo
A cidade de Galveston foi efetivamente destruída. Com a cidade em ruínas e as ferrovias para o continente destruídas, os sobreviventes tinham pouco para viver até que o socorro chegasse. Em setembro 9, as autoridades da cidade de Galveston estabeleceram o Comitê Central de Alívio para os Sofredores da Tempestade de Galveston (CRC), presidido pelo prefeito Walter C. Jones. O CRC era composto por subcomitês para aspectos específicos dos esforços de socorro, incluindo sepultamento do falecido, correspondência, distribuição de comida e água, finanças, hospitalização e reabilitação para feridos e segurança pública.
Os cadáveres eram tão numerosos que enterrar todos eles era impossível. Inicialmente, os corpos eram recolhidos por "gangues mortas" e depois entregues a 50Homens afro-americanos; que foram recrutados à força sob a mira de uma arma; para carregá-los em uma barcaça. Cerca de 700 corpos foram levados para o mar para serem despejados. No entanto, depois que as correntes do golfo levaram muitos dos corpos de volta para a praia, uma nova solução foi necessária. Piras funerárias foram instaladas nas praias, ou em qualquer lugar onde cadáveres foram encontrados, e queimaram dia e noite por várias semanas após a tempestade. As autoridades distribuíram uísque grátis para sustentar os desesperados homens convocados para o horrível trabalho de coletar e queimar os mortos.
Com milhares de mortos e cerca de 2 000 sobreviventes deixando a cidade e nunca mais voltando de acordo com uma pesquisa da Morrison and Fourmy Company, Galveston inicialmente experimentou um declínio populacional significativo. Entre 1907 e 1914, o rabino da Congregação B'nai Israel Henry Cohen e o filantropo Jacob Schiff lideraram o Movimento Galveston. Cohen, Schiff e outros criaram o movimento para atrair os imigrantes judeus para longe da área populosa ao longo da costa leste e em direção a cidades mais a oeste, como Galveston. Embora aproximadamente 10 000   Imigrantes judeus chegaram a Galveston durante este período, poucos se estabeleceram na cidade ou na ilha, mas cerca de um quarto deles permaneceu no Texas. O Censo de 1910 relatou uma população de 36 891 pessoas em Galveston. Embora um declínio a partir do Censo de 1900, a perda populacional de milhares de pessoas foi quase revertida.
Nos meses anteriores ao furacão, o valete Charles F. Jones e o advogado Albert T. Patrick começaram a conspirar para assassinar o rico empresário William Marsh Rice a fim de obter sua fortuna. Patrick fabricou o testamento legal de Rice com a ajuda de Jones. As propriedades de Rice em Galveston sofreram grandes danos durante a tempestade. Após ser informado dos danos, Rice decidiu gastar US$ 250 000, todo o saldo de sua conta corrente, para consertar suas propriedades. Com a dupla percebendo que não conseguiriam obter a riqueza de Rice, Patrick convenceu Jones a matar Rice com clorofórmio enquanto ele dormia. Imediatamente após matar Rice, Jones falsificou um grande cheque para Patrick em nome de Rice. No entanto, Jones digitou incorretamente o nome de Patrick no cheque, levantando suspeitas e, eventualmente, resultando em suas prisões e indiciamentos. A propriedade de Rice foi usada para abrir um instituto de ensino superior em Houston em 1912, que foi batizado de Rice University em sua homenagem.

### Reconstruindo

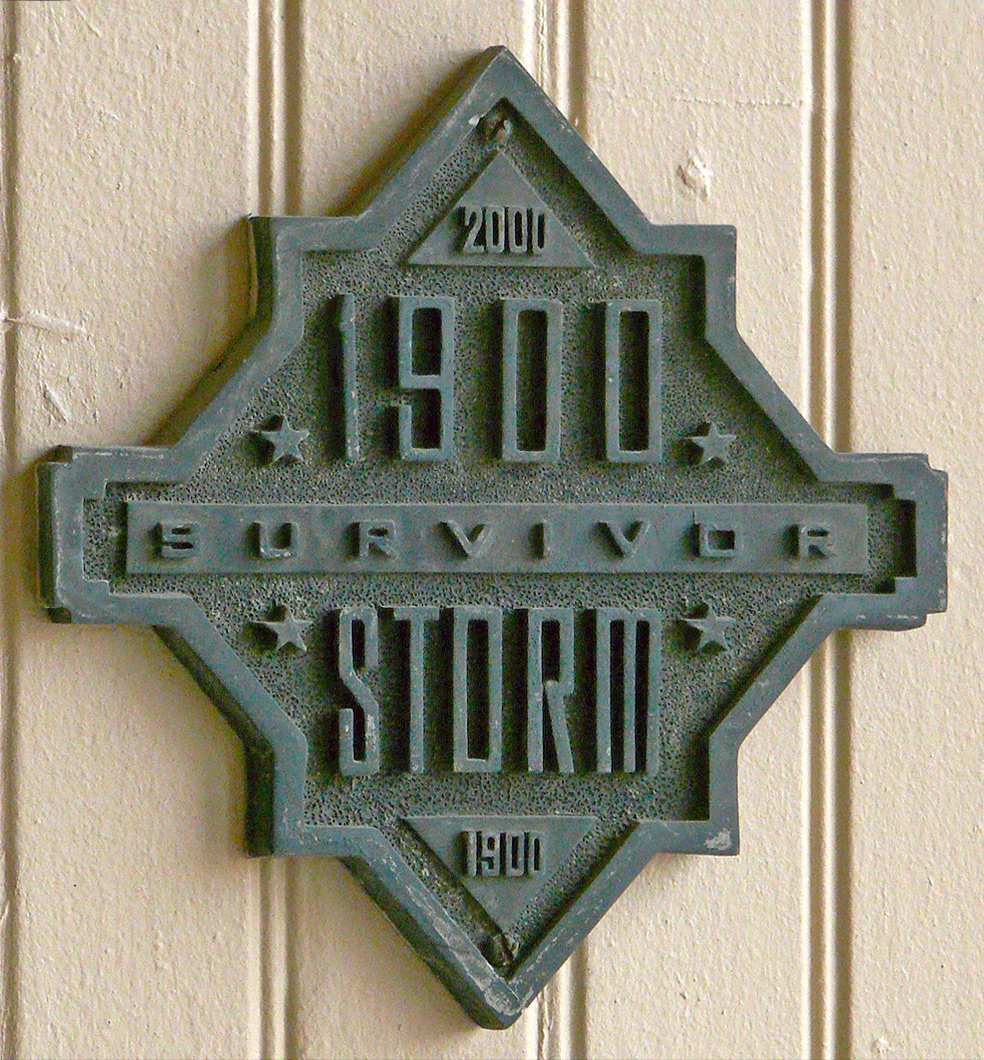
Uma placa colocada em edifícios em Galveston para indicar quais estruturas sobreviveram ao furacão de 1900

Os sobreviventes montaram abrigos temporários em tendas excedentes do Exército dos Estados Unidos ao longo da costa. Eles eram tão numerosos que os observadores começaram a se referir a Galveston como a "Cidade Branca na Praia". Nas primeiras duas semanas após a tempestade, aproximadamente 17 000 pessoas residiam nessas tendas, depósitos vazios ou edifícios públicos.  Outros construíram as chamadas casas de "madeira de tempestade", usando material aproveitável dos escombros para construir um abrigo.  O comitê de construção, com um orçamento de $ 450 000, abriu pedidos de dinheiro para reconstruir e reparar casas. Os candidatos aceitos receberam dinheiro suficiente para construir uma casa de campo com três 12 by 12 ft (3,7 by 3,7 m) quartos. Em março de 1901, 1 073 chalés foram construídos e 1 109 casas foram reparadas.
Winifred Bonfils, uma jovem jornalista que trabalhava para William Randolph Hearst, foi a primeira repórter na linha no marco zero do furacão em Galveston. Ela entregou um conjunto exclusivo de relatórios e Hearst enviou suprimentos de socorro de trem. Em 12 de setembro, Galveston recebeu sua primeira correspondência pós-tempestade. No dia seguinte, o serviço básico de água foi restaurado e a Western Union começou a fornecer um serviço mínimo de telégrafo. Três semanas após a tempestade, o algodão estava novamente sendo enviado para fora do porto.
Diversas cidades, empresas, organizações e indivíduos fizeram doações em dinheiro para a reconstrução de Galveston. Em setembro 15, menos de uma semana depois que a tempestade atingiu Galveston, as contribuições totalizaram cerca de US$ 1,5 milhão. Mais de US$ 134 000 em doações chegaram somente da cidade de Nova York. Cinco outras cidades importantes; St. Louis, Chicago, Boston, Pittsburgh e Filadélfia; também doaram pelo menos US$ 15 000 até setembro 15. Por estado, as maiores doações incluíram $ 228 000 de Nova York, $ 67 000 do Texas, $ 56 000 de Illinois, $ 53 000 de Massachusetts e $ 52 000 de Missouri. As contribuições também vieram do exterior, como do Canadá, México, França, Alemanha, Inglaterra e África do Sul, incluindo US$ 10 000   cada um de Liverpool e Paris. Andrew Carnegie fez a maior contribuição pessoal, $ 10 000, enquanto outros $ 10 000 foram doados por sua empresa de aço.

Foi uma daquelas monstruosidades da natureza que desafiou o exagero e riu diabolicamente de todas as tentativas de palavras para imaginar a cena que havia preparado. As igrejas, as grandes casas de negócios, as elegantes residências dos cultos e opulentos, as modestas pequenas casas de trabalhadores de uma cidade de quase quarenta mil habitantes; o centro do tráfego marítimo e ferroviário estrangeiro jazia em estilhaços e detritos empilhados a vinte metros acima da superfície, e os corpos esmagados, mortos e moribundos, de quase dez mil de seus cidadãos jaziam sob eles.

Clara Barton, fundador da American Red Cross, depois de visualizar a destruição em Galveston
Clara Barton, a fundadora e presidente da Cruz Vermelha americana e famosa pelas suas respostas às crises na segunda metade do século XIX, respondeu ao desastre e visitou Galveston com uma equipe de oito trabalhadores da Cruz Vermelha. Este seria o último desastre ao qual Barton respondeu, pois ela tinha 78 anos na época e se aposentaria em 1904. Depois que Barton e a equipe observaram a catástrofe, a Cruz Vermelha montou uma sede temporária em um depósito de quatro andares no distrito comercial. Sua presença em Galveston e apelos por contribuições resultaram em uma quantidade substancial de doações. No geral, 258 barris, 1 552 fronhas e 13 tonéis de roupas de cama, roupas, louças, desinfetantes, mantimentos, ferragens, suprimentos médicos e sapatos foram recebidos no depósito, enquanto $ 17 341 em dinheiro foram doados à Cruz Vermelha. As contribuições, tanto presentes monetários quanto suprimentos, foram estimadas em cerca de US$ 120 000.
Antes do furacão de 1900, Galveston era considerada uma bela e prestigiosa cidade e era conhecida como a "Ilha Ellis do Oeste" e a " Wall Street do Sudoeste". No entanto, após a tempestade, o desenvolvimento mudou para o norte, para Houston, que colheu os benefícios do boom do petróleo, especialmente após a descoberta de petróleo em Spindletop em 10 de janeiro de 1901. A dragagem do Houston Ship Channel começou em 1909, que foi inaugurado em 1914, encerrando as esperanças de Galveston de recuperar seu antigo status como um importante centro comercial.
O governo da cidade de Galveston foi reorganizado em um governo de comissão em 1901, uma estrutura recém-concebida em que o governo é composto por um pequeno grupo de comissários, cada um responsável por um aspecto da governança. Isso foi motivado por temores de que o conselho municipal existente seria incapaz de lidar com o problema de reconstrução da cidade. O aparente sucesso da nova forma de governo inspirou cerca de 500 cidades nos Estados Unidos a adotar um governo de comissão até 1920. No entanto, o governo da comissão caiu em desgraça após a Primeira Guerra Mundial, com a própria Galveston mudando para o governo do administrador do conselho em 1960.

### Proteção

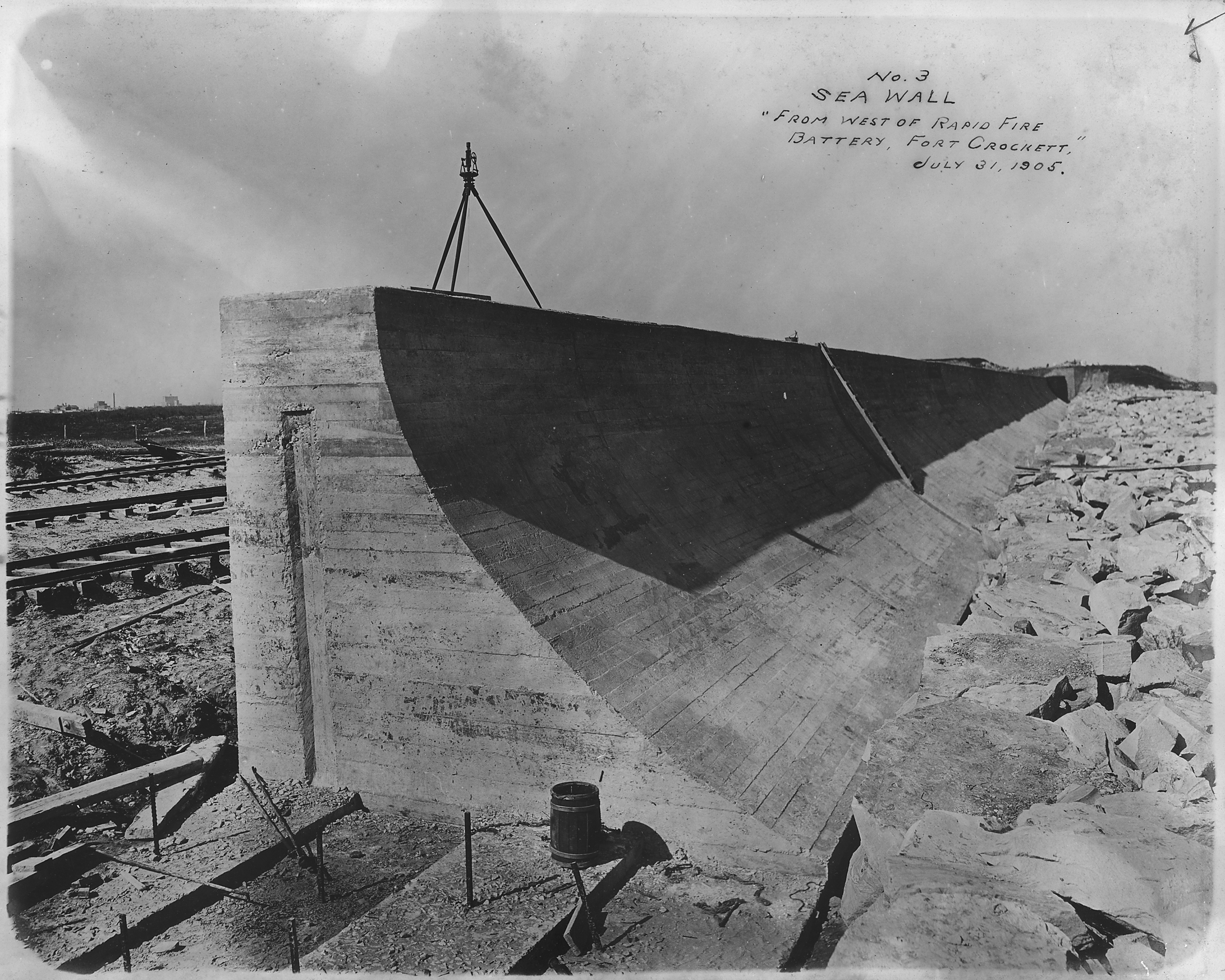
Paredãol, distrito de Galveston

Para evitar que futuras tempestades causem destruição como a do furacão de 1900, muitas melhorias foram feitas na ilha. A cidade de Galveston contratou uma equipe de três engenheiros para projetar estruturas de proteção contra futuras tempestades –ndash; Alfred Noble, Henry Martyn Robert e HC Ripley. Os três engenheiros recomendaram e projetaram um paredão. Em novembro   1902, os residentes de Galveston aprovaram por esmagadora maioria um referendo sobre títulos para financiar a construção de um quebra-mar, aprovando a medida por uma votação de 3 085; 21. Os 4,8 km (3 mi) primeiros do Seawall Galveston, 17 ft (5,2 m) altura, foram construídas a partir de 1902 sob a direção de Robert. Em julho de 1904, o primeiro segmento foi concluído, embora a construção do paredão tenha continuado por várias décadas, com o segmento final concluído em 1963. Após a conclusão, o paredão em sua totalidade se estendeu por mais de 16 km (10 mi).
Outro esforço dramático para proteger Galveston foi sua criação, também recomendada por Noble, Robert e Ripley. Aproximadamente 15 000 000 cu yd (11 000 000 m3) de areia foi dragado do canal de navegação Galveston para elevar a cidade, algumas seções em até 17 ft (5,2 m). Mais de 2 100 edifícios foram erguidos no processo de bombeamento de areia por baixo, incluindo a Igreja de São Patrício com 3 000 st (2 700 t ). De acordo com o historiador David G. McComb, a nota de cerca de 500 blocos foram erguidos em 1911. O paredão foi listado no Registro Nacional de Locais Históricos em 18 de agosto de 1977, enquanto o quebra-mar e a elevação da ilha foram nomeados em conjunto como um marco histórico da engenharia civil nacional pela American Society of Civil Engineers em 11 de outubro de 2001.
Em 1915, uma tempestade semelhante em força e trajetória ao furacão de 1900 atingiu Galveston. A tempestade de 1915 trouxe ondas de tempestade de até 12 ft (3,7 m), testando a integridade do novo paredão. Embora 53 pessoas na Ilha de Galveston perderam suas vidas na tempestade de 1915, esta foi uma grande redução em relação aos milhares que morreram em 1900. Outros poderosos ciclones tropicais testariam a eficácia do quebra-mar, incluindo o furacão Carla em 1961, o furacão Alicia em 1983 e o furacão Ike em 2008. Carla causou principalmente danos graves relacionados a inundações costeiras em estruturas não protegidas pelo paredão. Após o furacão Alicia, o Corpo de Engenheiros estimou que o paredão impediu cerca de US$ 100 milhões em danos. Apesar do paredão, Ike deixou extensa destruição em Galveston devido à tempestade, com estimativas preliminares indicando que até $ 2 mil milhões em danos ocorreram em praias, moradias, hospitais, infraestrutura e portos. Danos em Galveston e áreas adjacentes levaram a propostas de melhorias para o paredão, incluindo a adição de comportas e mais paredões.

### Era aberta e além
Na historiografia, o furacão e a reconstrução posterior dividem o que é conhecido como a Era de Ouro (1875–1900) da Era Aberta (1920–1957) de Galveston. O impacto de longo prazo mais importante do furacão foi confirmar os temores de que Galveston fosse um lugar perigoso para fazer grandes investimentos em operações de transporte e manufatura; a economia da Era de Ouro não era mais possível, pois os investidores fugiram. No entanto, a cidade experimentou uma recuperação econômica significativa começando na década de 1920, quando a Lei Seca e a aplicação da lei frouxa abriram novas oportunidades para empreendimentos criminosos relacionados a jogos de azar e contrabando na cidade. Galveston rapidamente se tornou um nobre resort destino habilitado pelos aberta vice- empresas na ilha. Essa nova economia baseada no entretenimento trouxe uma prosperidade de décadas para a ilha.
Para comemorar o 100º aniversário do furacão em 2000, o Comitê de Tempestades de 1900 foi estabelecido e começou a se reunir em janeiro de 1998. O comitê e o então prefeito de Galveston, Roger Quiroga, planeou vários eventos públicos em memória da tempestade, incluindo peças teatrais, um almoço educacional para arrecadação de fundos, um serviço memorial à luz de velas, uma corrida de 5 km, a rededicação de uma placa comemorativa de Clara Barton, e a dedicação do Monumento ao Lugar da Memória. Na dedicação do Monumento ao Lugar da Memória, as Irmãs da Caridade do Verbo Encarnado cantaram Rainha das Ondas e colocaram 10   rosas e 90   outras flores ao redor do monumento para comemorar os 10   freiras e 90   crianças que morreram após o furacão destruiu o Asilo de Órfãos de Santa Maria. Os palestrantes no serviço memorial à luz de velas incluíram a senadora dos EUA Kay Bailey Hutchison, que nasceu em Galveston; Administrador da Administração Oceânica e Atmosférica Nacional D. James Baker; e o âncora do CBS Evening News Dan Rather, que ganhou fama por sua cobertura durante o furacão Carla em 1961. O Daily News publicou uma edição especial comemorativa do 100º aniversário no jornal em 3 de setembro, 2000.
A última sobrevivente relatada do furacão Galveston de 1900, a sra. Maude Conic de Wharton, Texas, morreu em 14 de novembro de 2004, com a idade alegada de 116 anos, embora o censo de 1900 e outros registos indiquem que ela tinha cerca de 10   anos mais jovem do que isso.
A Galveston Historical Foundation mantém o Texas Seaport Museum no Pier 21 no porto de Galveston. Incluído no museu está um documentário intitulado A Grande Tempestade, que narra o furacão de 1900.